# El misterio del Trinidad
El misterio del Trinidad es una película hispanomexicana del director mexicano José Luis García Agraz estrenada en 2003. Obtuvo el Premio Ariel a Mejor Película.

## Sinopsis
Juan (Eduardo Palomo), era un hijo fuera del matrimonio de su padre, quien le ha heredado un barco que le servía para buscar un galeón español del siglo XVIII que lo tenía obsesionado. Los herederos naturales del difunto impugnan el testamento pero Juan, además de hacerles frente emprende la búsqueda del barco hundido.

## Selección del reparto
- Eduardo Palomo - Juan Aguirre
- Rebecca Jones - Isabel Aguirre
- Guillermo Gil
- Alejandro Parodi
- Regina Blandón - Ana Aguirre
- Gerardo Taracena
- Eduardo Casab
- Dagoberto Gama
- Jorge Zárate- Accidentado
- Miguel Couturier
- Lisa Owen- Regina

## Artículos complementarios
- Anexo:Premio Ariel a la mejor película